# سباق الطريق المداري للشابات في بطولة العالم لسباق الدراجات على الطريق 2018
سباق الطريق المداري للشابات في بطولة العالم لسباق الدراجات على الطريق 2018 (بالفرنسية: Course en ligne féminine des juniors aux championnats du monde de cyclisme sur route 2018)‏ هو سباق دراجات هوائية، وهو الموسم رقم 32 من السباق، وأقيم في 27 سبتمبر 2018، وامتدّ لمسافة 70.2 كيلومتر، وهو أحد سباقات بطولة العالم لسباق الدراجات على الطريق 2018، وهو من نوع سباق الدراجات، وقد شارك في السباق 102 متسابقاً ووصل إلى نهايته 93 متسابقاً.
فاز فيه بالمركز الأول Laura Stigger ‏، وبالمركز الثاني Marie Le Net ‏، وبالمركز الثالث Simone Boilard ‏.

## التصنيف العام النهائي
| \| التصنيف العام \| التصنيف العام \| التصنيف العام \| التصنيف العام \| التصنيف العام \| \| المتسابقة \| المتسابقة \| الفريق \| الوقت \| \| \| ------------- \| ------------------------------ \| ----------------------------------------------------- \| ------------- \| ------------- \| \| 1 \| Laura Stigger [الإنجليزية]‏ \| منتخب النمسا لركوب الدراجات للسيدات 2018‏ \| 1 س 56 د 26 ث \| \| \| 2 \| Marie Le Net [الإنجليزية]‏ \| فريق فرنسا لركوب الدراجات للسيدات 2018 [لغات أخرى]‏ \| + 0 ث \| \| \| 3 \| Simone Boilard [الإنجليزية]‏ \| فريق كندا لركوب الدراجات للسيدات 2018‏ \| + 0 ث \| \| \| 4 \| Barbara Malcotti [الإنجليزية]‏ \| فريق إيطاليا لركوب الدراجات للسيدات 2018‏ \| + 0 ث \| \| \| 5 \| جادي فيل \| فريق فرنسا لركوب الدراجات للسيدات 2018 [لغات أخرى]‏ \| + 14 ث \| \| \| 6 \| Vittoria Guazzini [الإنجليزية]‏ \| فريق إيطاليا لركوب الدراجات للسيدات 2018‏ \| + 14 ث \| \| \| 7 \| Camilla Alessio [الإنجليزية]‏ \| فريق إيطاليا لركوب الدراجات للسيدات 2018‏ \| + 29 ث \| \| \| 8 \| Aigul Gareeva [الإنجليزية]‏ \| فريق روسيا لركوب الدراجات للسيدات 2018 [لغات أخرى]‏ \| + 56 ث \| \| \| 9 \| Mie Saabye [لغات أخرى]‏ \| فريق الدنمارك لركوب الدراجات للسيدات 2018 [لغات أخرى]‏ \| + 1 د 52 ث \| \| \| 10 \| Maina Galand‏ \| فريق فرنسا لركوب الدراجات للسيدات 2018 [لغات أخرى]‏ \| + 1 د 52 ث \| \| |                    |                                            |               |  |
| |                    |                                            |               |  |
| مصدر: ProCyclingStats |                    |                                            |               |  |
| التصنيف العام |                    |                                            |               |  |
| المتسابقة | المتسابقة          | الفريق                                     | الوقت         |  |
| 1 | Laura Stigger ‏     | منتخب النمسا لركوب الدراجات للسيدات 2018‏   | 1 س 56 د 26 ث |  |
| 2 | Marie Le Net ‏      | فريق فرنسا لركوب الدراجات للسيدات 2018 ‏    | + 0 ث         |  |
| 3 | Simone Boilard ‏    | فريق كندا لركوب الدراجات للسيدات 2018‏      | + 0 ث         |  |
| 4 | Barbara Malcotti ‏  | فريق إيطاليا لركوب الدراجات للسيدات 2018‏   | + 0 ث         |  |
| 5 | جادي فيل           | فريق فرنسا لركوب الدراجات للسيدات 2018 ‏    | + 14 ث        |  |
| 6 | Vittoria Guazzini ‏ | فريق إيطاليا لركوب الدراجات للسيدات 2018‏   | + 14 ث        |  |
| 7 | Camilla Alessio ‏   | فريق إيطاليا لركوب الدراجات للسيدات 2018‏   | + 29 ث        |  |
| 8 | Aigul Gareeva ‏     | فريق روسيا لركوب الدراجات للسيدات 2018 ‏    | + 56 ث        |  |
| 9 | Mie Saabye ‏        | فريق الدنمارك لركوب الدراجات للسيدات 2018 ‏ | + 1 د 52 ث    |  |
| 10 | Maina Galand‏       | فريق فرنسا لركوب الدراجات للسيدات 2018 ‏    | + 1 د 52 ث    |  |

## وصلات خارجية
- الموقع الرسمي
- لمحة عن سباق سباق الطريق المداري للشابات في بطولة العالم لسباق الدراجات على الطريق 2018 على موقع  ProCyclingStats   (برو  سايكلنج  ستاتس) - إحصاءات  محترفي  الدراجات.
- سباق الطريق المداري للشابات في بطولة العالم لسباق الدراجات على الطريق 2018 على موقع إحصائيات الدراجات الإحترافية (الإنجليزية)